# Saint-Thomas (îles Vierges des États-Unis)
Pour les articles homonymes, voir Saint-Thomas.
Saint-Thomas est une île qui constitue avec celles de Saint John et Sainte-Croix les îles Vierges des États-Unis, c'est également l'un des trois districts de ce territoire. L'île a une superficie de 81 km2 et comptait 51 000 habitants en 2000. La ville principale est Charlotte-Amélie (en anglais Charlotte Amalie), capitale de l'archipel. Saint-Thomas comptait autrefois parmi les repaires de corsaires, pirates et flibustiers et c'est une zone franche douanière et fiscale (comme d'autres îles des Caraïbes : Saint-Martin, Saba, Saint-Eustache ou Anguilla), ce qui en fait l'un des paradis fiscaux des États-Unis .
L'île abrite un petit isolat d'origine française (moins de mille personnes dans les années 1960). Ces descendants de Français sont venus de l'île de Saint-Barthélémy (Alors dépendance de la Guadeloupe), dès 1720 selon les registres paroissiaux catholiques,.

## Historique

### Colonie danoise (1672-1917)
La Compagnie néerlandaise des Indes occidentales établit un poste sur Saint-Thomas en 1657. Les Danois font une première tentative de colonisation entre 1665 et 1667, mais elle se solde par un échec. En 1672, ils établissent de nouveau leur contrôle sur toute l'île par le biais de la Compagnie danoise des Indes occidentales et de Guinée. Le terrain est divisé en plantations et la production de canne à sucre devient la principale activité économique. L'économie de Saint-Thomas devient très dépendante du travail des esclaves et de la traite négrière[réf. nécessaire].
En 1685, la Compagnie brandebourgeoise africaine prend le contrôle du commerce des esclaves vers Saint-Thomas et loue l'île aux Danois, et pendant quelque temps l'île devient le plus grand marché aux esclaves du monde. Cette location allemande dure jusqu'en 1693.
En 1691, la principale agglomération est rebaptisée Charlotte Amalie en l'honneur de l'épouse de Christian V de Danemark. Par la suite, elle est déclarée port franc par Frédéric V de Danemark.
En décembre 1732, les deux premiers de nombreux missionnaires Moraves venus de Saxe arrivent sur l'île, ils vivent parmi les esclaves et gagnent bientôt leur confiance, ils sont à l'origine de l'Église morave aux Antilles. Une petite communauté juive s'installe à Charlotte-Amélie et construit la plus ancienne synagogue encore utilisée des États-Unis : Congrégation Beracha Veshalom Vegmiluth Hasadim.
Le peintre Camille Pissarro y est né le 10 juillet 1830. Ses parents y possédaient une entreprise florissante de quincaillerie dans le port de Charlotte-Amélie. Cela lui confère la nationalité danoise, qu'il gardera toute sa vie. Son père est un juif d'origine portugaise né à Bordeaux et sa mère est une juive créole des Antilles danoises. Après des études à Paris il retourne à Saint Thomas en 1847 où il reste cinq ans à travailler dans le commerce familial. Il part deux ans pour Caracas en 1852 avec son ami, Fritz Melbye, puis rentre à Saint-Thomas pendant un an dans l'entreprise familiale avant de renoncer définitivement au commerce et de rejoindre Paris.

Camille Pissarro à Saint-Thomas
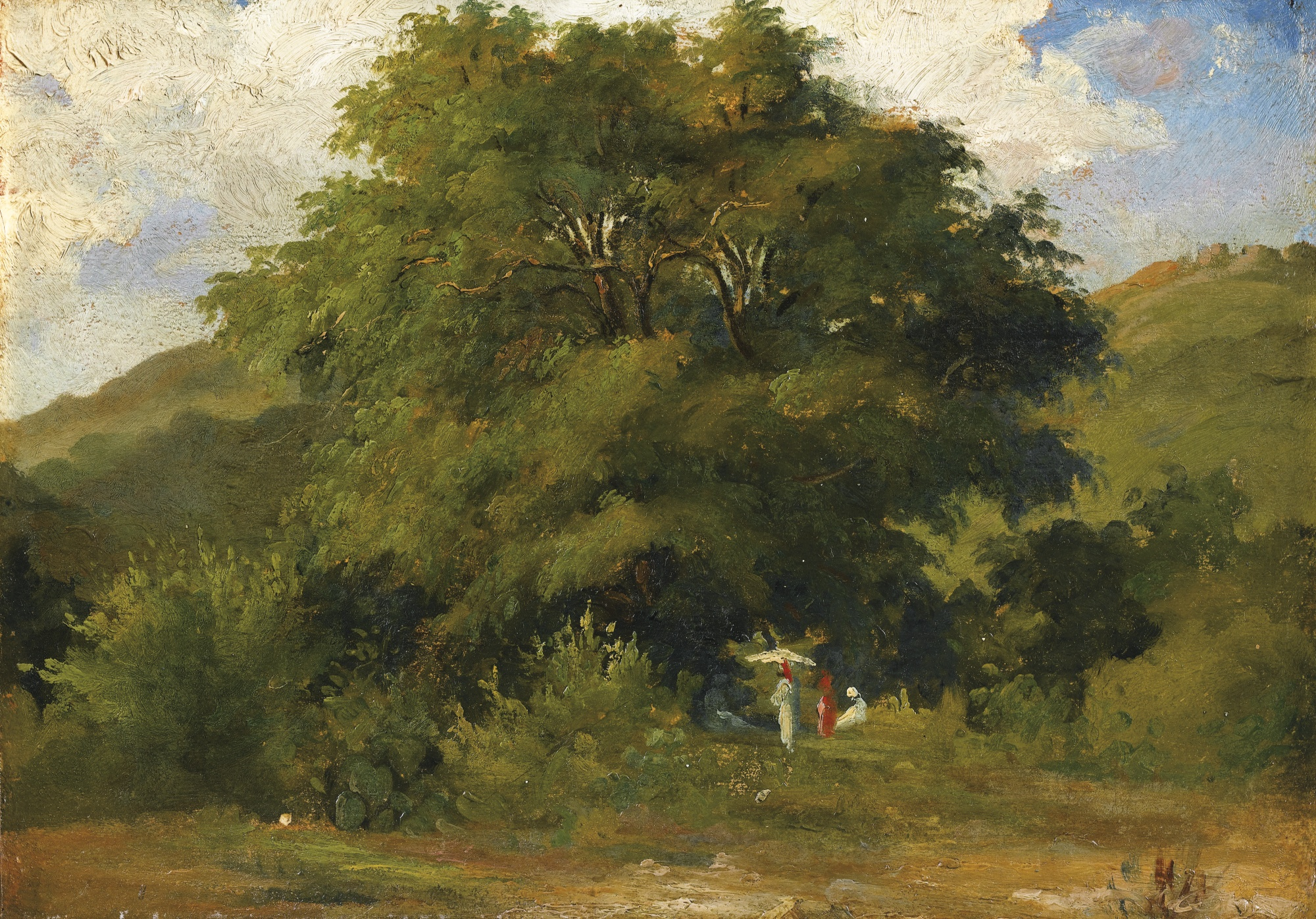
Paysage avec femmes sous un grand arbre, Saint Thomas, 1854 Collection privée
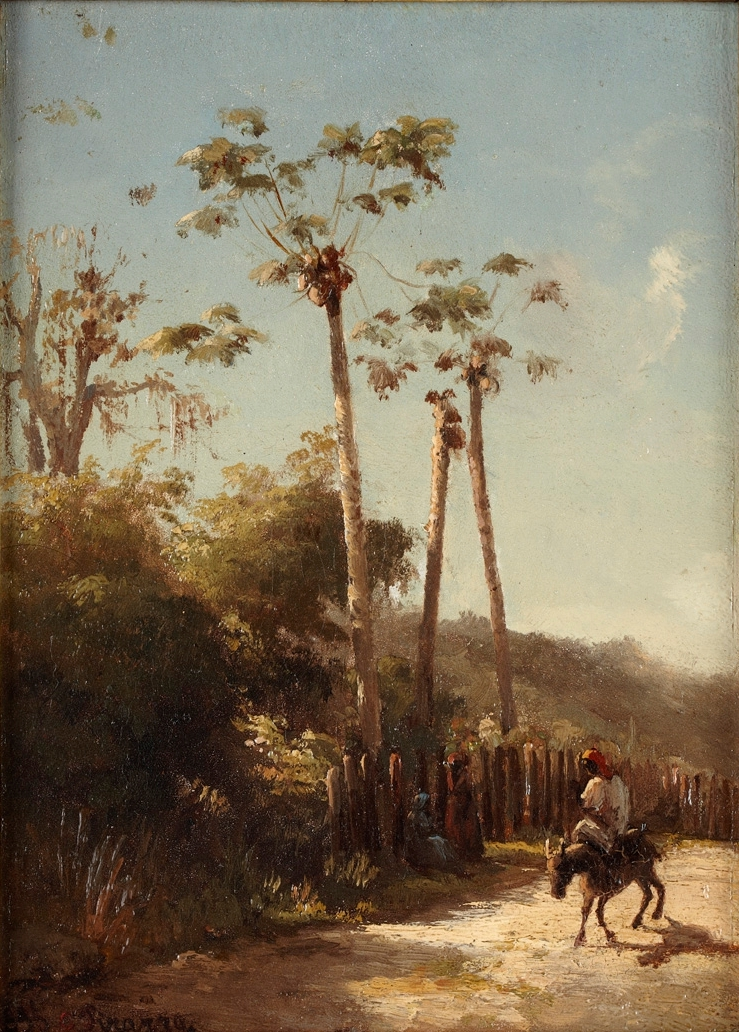
Paysage des Antilles, cavalier et âne sur une route, 1856 Ordrupgaard, Copenhague
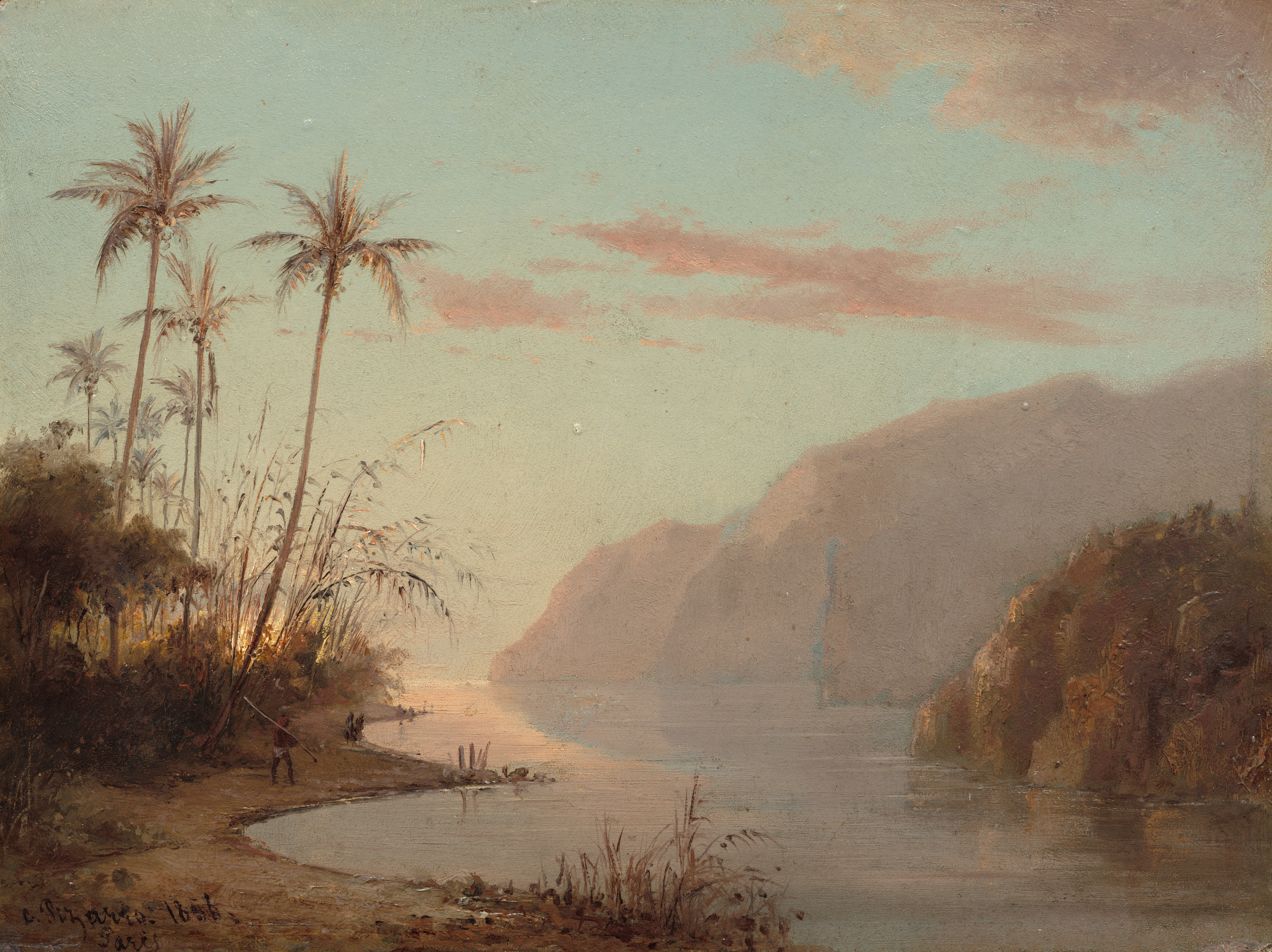
Crique à Saint Thomas, 1856 National Gallery of Art, Washington
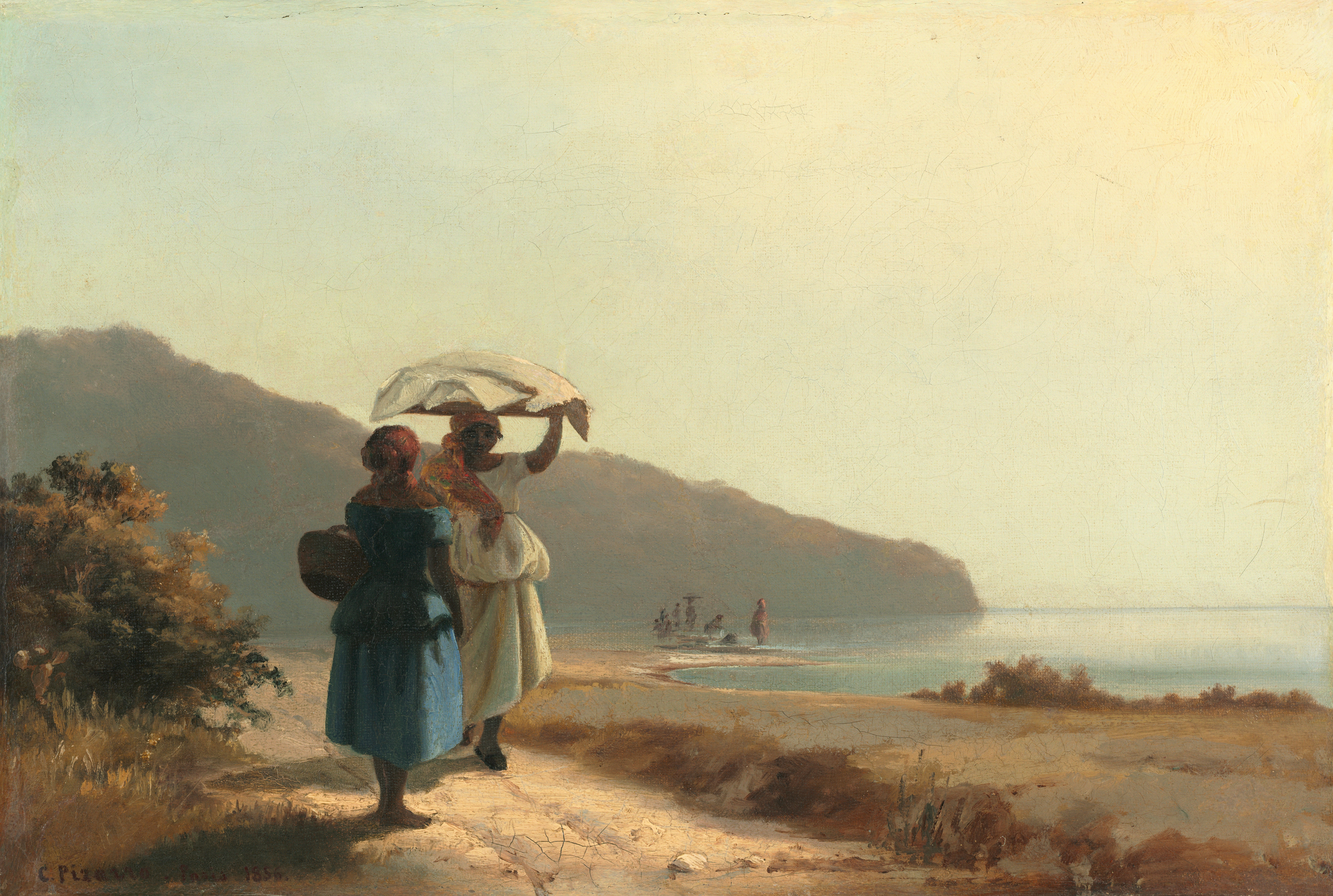
Deux femmes causant au bord de la mer, Saint Thomas, 1856 National Gallery of Art, Washington

Alors que le commerce du sucre avait apporté la prospérité à des citoyens libres de l'île, au début du XIXe siècle Saint-Thomas est en déclin. Les exportations sont menacées par les ouragans, la sécheresse et surtout la concurrence américaine. En 1848, l'esclavage est aboli et la hausse des coûts salariaux affaiblit encore la position des producteurs de sucre de Saint-Thomas.

### Rachat de l'île par les États-Unis (depuis 1917)
Compte tenu de ses ports et ses fortifications, Saint-Thomas conserve une importance stratégique et dans les années 1860 le gouvernement des États-Unis propose d'acheter l'île et ses voisines au Danemark pour 7,5 millions de dollars. Mais le Congrès s'oppose à ce projet et c'est seulement en 1917 que l'île est finalement achetée au Danemark par les Américains.
En février 1946, s'y déroule la deuxième conférence des Indes Occidentales.

## Personnalités célèbres

### Nés à Saint-Thomas
- Alton Adams (1889-1987) compositeur, premier afro-américain à diriger la musique de l'US Navy ;
- Jabari Blash (1989-...) ancien voltigeur de la Ligue majeure de baseball ;
- Edward Wilmot Blyden (1832-1912) universitaire et diplomate américano-libérien ;
- Vanessa Daou (1967-...) auteur-compositeur-interprète, poétesse, artiste visuelle et danseuse américaine ;
- Hannah Davis (1990-...) mannequin américaine ;
- Charles Sainte-Claire Deville (1814-1876) géologue et météorologue français ;
- Henri Sainte-Claire Deville (1818-1881) chimiste français ;
- Kelsey Grammer (1955-...) acteur, producteur de cinéma, scénariste, humoriste et réalisateur américain ;
- Emile Griffith (1938-2013) boxeur américain ;
- Daryl Homer (1990-...) escrimeur américain ;
- Julian Jackson (1960-...) ancien boxeur ;
- Akeel Morris (1992-...) joueur de la Ligue majeure de baseball ;
- Camille Pissarro (1830-1903) peintre français ;
- Terence Todman (1926-2014)  diplomate américain ;
- David Levy Yulee (1810-1886) premier juif à siéger au Sénat des États-Unis.

## Langue
Bien que la langue principale de l'île soit l'anglais, il reste des minorités linguistiques francophones dans les localités de Frenchtown et de Northside. Le danois a presque disparu mais la toponymie (par exemple les noms de voies, strade, gade) en conserve des traces.